# Gonomyia producta
Gonomyia producta är en tvåvingeart som beskrevs av Alexander 1919. Gonomyia producta ingår i släktet Gonomyia och familjen småharkrankar. Inga underarter finns listade i Catalogue of Life.